# WWE Saturday Morning Slam
WWE Saturday Morning Slam est un programme de catch créé en 2012 par la WWE Inc., diffusé dans le cadre du Vortexx bloc le samedi matin sur The CW.
La série est destinée aux enfants et présentera les Superstars, des vidéos en coulisses, un match exclusif, ainsi que les initiatives communautaires de la WWE comme le "Be A Star" campagne anti-intimidation. La série est également appelée à avoir un accent important sur l'interaction entre le spectateur et les médias sociaux (tels que Tout, qui est un investisseur WWE).
La série marqua le retour de la programmation WWE sur The CW, le réseau ayant auparavant diffusé SmackDown entre 2006 et 2008 (et de 1999 à 2006 sur UPN, l'un des deux réseaux qui ont fusionné pour former The CW en 2006).
Le spectacle est classé TV-Y7 (un niveau inférieur à la WWE d'habitude TV-PG rating), et en raison d'être destiné spécifiquement aux enfants, aucune prise ou soumission à la hauteur de la nuque ne sera tolérée, en raison de leur nature violente.
Le dernier épisode a été diffusé le 11 mai 2013.

## Production

### Commentateurs
| Commentateurs                           | Début             | Fin         | Note |
| --------------------------------------- | ----------------- | ----------- | --- |
| Josh Mathews et une Superstar de la WWE | 25 septembre 2012 | 11 mai 2013 | Jusqu'à présent, William Regal, The Miz, Santino Marella, Booker T et Dolph Ziggler se sont succédé au poste. |

#### Figures d'autorité
| Personne      | Position        | Prise de fonction | Fin de fonction | Notes                                                                                                 |
| ------------- | --------------- | ----------------- | --------------- | --- |
| Vince McMahon | Propriétaire    | 25 septembre 2012 | 11 mai 2013     | Vince McMahon et le premier Saturday Morning Slam et nomme Mick Foley comme General Managers du Show. |
| Tony Dawson   | Hosts           | 25 aout 2012      | 11 mai 2013     | et un Commentateurs de WWE Superstars et de WWE NXT.                                                  |
| Mick Foley    | General Manager | 16 mars 2013      | 11 mai 2013     | Mick Foley était Co-GM de RAW.                                                                        |

## Annonceurs de ring
| Annonceur   | Dates                           | Notes                              |
| ----------- | ------------------------------- | ---------------------------------- |
| Tony Chimel | 25 septembre 2012 - 11 mai 2013 | Également annonceur de Main Event. |